# اقتصاديات اللغة
الاقتصاد اللغوي هو مجال ناشئ من مجالات الدراسة، يهتم بموضوعات متعددة مثل: تأثير المهارات اللغوية على الدخل والتجارة، وتكاليف وفوائد خيارات التخطيط اللغوي، والحفاظ على اللغات الأقلية، وغيرها. ويُعد هذا المجال ذا صلة وثيقة بتحليل السياسات اللغوية.
في كتابه اللغة والاقتصاد، يناقش عالم الاجتماع اللغوي الألماني فلوريان كولماس الطُرق العديدة التي تتفاعل بها اللغة مع الاقتصاد، وكيف تؤثر التطورات الاقتصادية في نشوء اللغات أو توسعها أو تراجعها. كما يتناول كيف يمكن للظروف اللغوية أن تيسر أو تعيق الأنشطة الاقتصادية، وكيف ترتبط التعددية اللغوية بالرخاء الاجتماعي. ويشرح كيف ولماذا تؤدي اللغة والمال وظائف متشابهة في المجتمعات الحديثة، ولماذا يُعدّ وجود لغة موحدة ميزة اقتصادية.
ويشير كولماس أيضًا إلى أن التوزيع غير المتكافئ للغات في المجتمعات متعددة اللغات يؤدي إلى تفاوت اقتصادي، كما يبحث في كيفية تقييم القيمة الاقتصادية للغات، ولماذا تمتلك اللغات "اقتصادًا داخليًا"، وكيف تتكيف مع متطلبات "الاقتصاد الخارجي". ويؤكد أن اللغة ليست فقط وسيلة للأعمال، بل تُعدّ أصلاً اقتصادياً في حد ذاتها، وقد تشكل أحيانًا عائقًا أمام التجارة.
تتحمل الدول تكاليف اللغة لأنها تحافظ على هويتها من خلالها، كما تفعل الشركات التي تحتاج إلى كفاءة في الاتصال. يناقش فلوريان كولماس في كتابه اللغة والاقتصاد النفقات المتعلقة باللغة التي تتحملها الحكومات والشركات. في ذات الكتاب، يناقش أيضًا دور اللغة كسلعة، إذ يمكن للغات أن تتصرف كأنظمة اقتصادية، ولهذا تكون البيئات الاجتماعية والاقتصادية غير مواتية لبعض اللغات. يعتمد انتشار اللغات بشكل رئيسي على الظروف الاقتصادية، كما يمكن للغة أن تعبّر عن القوة الرمزية.
ومع ذلك، تُظهر التغيرات في الخريطة اللغوية العالمية أن هذه التحولات مرتبطة أيضًا بالتطورات الاقتصادية العالمية. إن منح قيمة اقتصادية للغة معينة في السوق اللغوية يعني إسناد امتيازات وقوة لتلك اللغة. تمارس معظم المجتمعات اللغوية هذه السياسة دون الالتفات إلى المعاملة بالمثل في استثمارات تعلم اللغة، متناسية السعي لتحقيق العدالة اللغوية باعتبارها تكافؤًا في التقدير، في حين تكون الأنظمة اللغوية أحيانًا غير عادلة للغاية. يجب على الدول أيضًا التعامل مع قرارات التوازن بين التكاليف الاقتصادية للغة والحرمان اللغوي.

## النشأة
تعود أصول اقتصاديات اللغة إلى كتاب جاكوب مارشاك بعنوان اقتصاديات اللغة الصادر عام 1965، حيث يناقش فيه مفهوم "كفاءة التواصل".

## المهارات اللغوية كرأس مال بشري
غالبًا ما تُقدَّر المهارات اللغوية في سوق العمل، لأنها تتيح كفاءة أعلى في مجالات التجارة والاتصالات.

## اللغة العالمية والاقتصاد العالمي
للُغات استثمارات رأسمالية بالمعنى الحرفي، حيث تُعد تكنولوجيا اللغة العامل الأهم. فهي تتطلب استثمارات ضخمة لا تستطيع تحملها سوى الدول والشركات الغنية، حتى في غياب الربحية. في هذا السياق، تُعتبر اللغة الإنجليزية اليوم نتيجةً وأداةً للقوة الإمبريالية الأمريكية، وموردًا ثمينًا للناطقين بها من الأمريكيين في التنافس العالمي على الميزة التنافسية والازدهار والقوة في القرن الحادي والعشرين.
مع أن لغة الأعمال الأفضل تبقى لغة العملاء، أي ممارسات الأعمال متعددة اللغات، يفترض الاقتصاد العالمي "المثالي" وجود لغة واحدة مشتركة للعالم بأسره. ومع ذلك، تفترض هذه اللغة العالمية "المثالية" وجود عبء لغوي مشترك مقبول وعادل بين جميع شركاء الأعمال. تميل حكومات الدول التي تحتل لغتها مكانة رائدة في سوق اللغات الدولية إلى رفض دعم انتشار لغات أخرى ترى أنها لا تحتاج إليها.
في تقريره تعليم اللغات الأجنبية كسياسة عامة، يجادل فرانسوا جرين بأن "على الرغم من أن بعض اللغات قد تكون أكثر فائدة من حيث تحليل التكلفة والفائدة" — مثل الإسبرانتو (وقد كانت مجموعات أعمال الإسبرانتو مثل IKEF نشطة لسنوات عديدة) — إلا أن المشكلة تكمن في أن تقييم اللغات لا يتم دائمًا بناءً على عوامل عقلانية قابلة للحساب فقط.
فإلى جانب إمكاناتها الاقتصادية، تحمل اللغة خصائص سياسية وثقافية ونفسية واجتماعية. وعلى الرغم من القيم غير الاقتصادية المرتبطة باللغة، فإن ما يسود في شؤون اللغة غالبًا ما يكون مربحًا، مما يمكن أن يؤدي إلى هيمنة لغة معينة كوسيلة للإنتاج ذات قيمة رأسمالية لغوية عالية.
ومن هذا المنظور، يتضح أن الرغبة — أو الضرورة — في تعلم اللغة الإنجليزية قد نمت بشكل كبير في العقود الأخيرة، وأصبح نطاق تأثيرها واسعًا إلى حد جعل الدوافع الاقتصادية والحوافز الأخرى لدراسة اللغات الأجنبية تُعتبر عمومًا أقل أهمية.
لأسباب مماثلة، حاولت رئيسة الوزراء البريطانية السابقة مارغريت تاتشر إلغاء برنامج "لينغوا" التابع للجماعة الأوروبية، إذ رأت أن بريطانيا تُطالب بتمويل برنامج لم يحقق لبلادها سوى فوائد ضئيلة. وبسبب الاختلال الكبير في الحسابات الجارية للغات الأوروبية الرئيسية لصالح اللغة الإنجليزية، دعا برنامج "لينغوا" إلى توسيع وتنويع تعليم اللغات الأجنبية في الدول الأعضاء.
وبالنسبة للمتحدثين، يعني عدم توازن الأوضاع اللغوية أن اللغة الأم تُعتبر مؤهلاً اقتصاديًا قابلاً للاستغلال، حيث يستطيع بعض الأشخاص تسويق مهاراتهم في لغتهم الأم، بينما لا يحظى آخرون بنفس الفرصة.

## الفجوة بين الجنسين
في دراستهما بعنوان اللغة المُصنّفة حسب الجنس والفجوة التعليمية بين الجنسين، وجد ديفيس ورينولدز علاقة بين استخدام اللغات المصنفة حسب الجنس والتفاوت بين الرجال والنساء.
قارنا لغات ذات فئة اسمية واحدة (مثل الإنجليزية)، وفئتين اسميتين (مثل الإسبانية)، وثلاث فئات اسمية (مثل الألمانية) للمذكر والمؤنث والمحايد. وخلصا إلى أن الدول التي تتحدث أساسًا لغات ذات فئتين اسميتين قائمتيْن على الجنس، تكون أيضًا دولًا ذات "معدلات مشاركة أقل للإناث في أسواق العمل والائتمان". بالإضافة إلى ذلك، غالبًا ما تُحدد هذه الدول حصصًا سياسية للجنسين.
وجد فان دير فيلدي وتيرووفيتش وسيوينسكا في دراستهم بعنوان اللغة وتقديرات فجوة الأجور بين الجنسين أن اللغات التي تميّز بين الجنسين مرتبطة بفجوة الأجور بين النساء والرجال. وأشاروا إلى أن وجود بيئات لغوية محايدة جنسانيًا قد يؤدي إلى ثلاث نتائج على الأقل: انخفاض التمييز من قبل أصحاب العمل ضد النساء، وانخفاض الضغط على العمال للامتثال لأدوار وتوقعات جنسانية محددة، وتراجع فجوة الأجور.

## الضمائر
أظهرت الدراسات أن المجتمعات التي تُكثر فيها ظاهرة حذف الضمائر في اللغة السائدة تميل إلى التركيز بشكل أكبر على القيم الجماعية. على سبيل المثال، يمكن للمتحدثين بالإسبانية قول "Yo estoy cantando"، لكنهم يُتاح لهم أيضًا خيار قول "Estoy cantando" بدون استخدام الضمير. تشمل اللغات الأخرى التي تُحذف فيها الضمائر بشكل شائع الماندرين والعربية والهندية والبرتغالية والروسية واليابانية والكورية.
في المقابل، يميل متحدثو اللغات التي لا تُحذف فيها الضمائر عادةً، مثل الإنجليزية والألمانية والفرنسية، إلى التعبير عن آراء أكثر فردية. ثبت أن اللغات التي تحتوي على أشكال متعددة من ضمير you للتعبير عن مستويات الاحترام تُنتج متحدثين أكثر وعيًا بالفروقات الطبقية. 

## قراءات مختارة
- غابرييل هوجان برون، Linguanomics ، بلومزبري الأكاديمية، 2017،
- غازولا، ميشيل وويكستروم، بينجت-أرن (2016): اقتصاديات سياسة اللغة. كامبريدج: مطبعة معهد ماساتشوستس للتكنولوجيا. [13]
- (it) جازولا، ميشيل 2016. Il valore Economico delle lingue - Lingua, Politica, Cultura. سيرتا جراتولاتوريا في أونوريم ريناتو كورسيتي . نيويورك، مونديال
- " البحث العلمي في اللغات والاقتصاد: نظرة عامة" ، ندوة مستديرة حول "اللغات والاقتصاد"، شبكة تعزيز التنوع اللغوي، المكتب الأوروبي للحكومة الويلزية، بروكسل، بلجيكا، ٢١ يناير ٢٠١٥ [متحدث مدعو] :ميشيل غازولا].
- (eo) جازولا، ميشيل، 2015 Ekonomiko، Lingva Justeco kaj Lingva Politiko” Informilo por interlingvistoj ، 92-93، (1-2/2015)
- غازولا، ميشيل (٢٠١٤). تقييم أنظمة اللغة . أمستردام/فيلادلفيا، جون بنجامينز.
- اقتصاديات سياسة اللغة، مركز الدراسات الاقتصادية ، 2013
- (باللغة الإنجليزية) " القيمة الاقتصادية للغات "، المؤتمر السنوي للمرصد الأوروبي للتعدد اللغوي، روما، 10 أكتوبر 2012 [متحدث مدعو] :ميشيل غازولا].
- تارون جين، اللغة المشتركة: تأثير اللغة على الأداء الاقتصادي ، كلية الأعمال الهندية، 14 أغسطس/آب 2012.
- تشيسويك، باري ر.، وبول دبليو. ميلر. 2007. اقتصاديات اللغة: تحليلات دولية . روتليدج.
- جرين، فرانسوا، 1996، المناهج الاقتصادية للغة وتخطيط اللغة: مقدمة
- غرين، فرانسوا، ٢٠٠٣. "تخطيط اللغة والاقتصاد". القضايا الراهنة في تخطيط اللغة ٤ (١): ١-٦٦
- لامبيرتون، دونالد م. (محرر 2002). اقتصاديات اللغة . تشيلتنهام، المملكة المتحدة: دار نشر إي. إلجار.
- بريتون، ألبرت، محرر (2000). استكشاف اقتصاديات اللغة . أوتاوا برنامج دعم اللغات الرسمية، التراث الكندي. نسخة محفوظة 2008-06-21 على موقع واي باك مشين.
- كولماس، فلوريان، اللغة والاقتصاد ، تحرير: ١٩٩٢، دار نشر بلاكويل
- (دي) كولماس، فلوريان، Die Wirtschaft mit der Sprache ، ed. 1992، فرانكفورت أم ماين، سوهركامب
- الدكتور جيرجيلي كوفاكس، الجوانب الاقتصادية لعدم المساواة اللغوية في الاتحاد الأوروبي ، 2007، تاتابانيا، كلية دراسات الأعمال الحديثة.
- (الاب - فيديو) اللغات والأرجنتين : ce qu'on ne vous dit pas
- كادوشنيكوف، دينيس (٢٠١٦). اللغات والصراعات الإقليمية والتنمية الاقتصادية: روسيا . في: جينسبيرغ، ف.، ويبر، س. (المحرران). دليل بالجريف للاقتصاد واللغة. لندن: بالجريف ماكميلان. ص. 538–580. رقم ISBN 978-1-137-32505-1
- لازير، إدوارد (1999). "الثقافة واللغة"، مجلة الاقتصاد السياسي ، 107(S6)، ص. 95–126. الملخص .
- مكلوسكي، د. ن. (١٩٨٣). "بلاغة الاقتصاد"، مجلة الأدب الاقتصادي ، ٢١(٢)، ص ٤٨١-٥١٧.
- مكلوسكي، دي إن (١٩٩٨). الطبعة الثانية. بلاغة الاقتصاد . وصف ومعاينة قابلة للتمرير. مطبعة جامعة ويسكونسن.

## روابط خارجية
- مجموعة البحث "الاقتصاد واللغة" (REAL) نسخة محفوظة 2017-01-17 على موقع واي باك مشين.
- إيكف